# Pereh
Pereh (česky divoch) je izraelský nosič protizemních řízených střel (raketový tank) používaný od 80. let 20. století izraelskou armádou. Vozidlo vzniklo konverzí izraelského tanku Magach 5, přičemž díky instalaci makety tankového kanónu si zachovává vzhled tanku. Existence vozidla Pereh byla odtajněna až v červnu 2015. 

## Základní informace
Potřeba vývoje vozidla Pereh vyvstala na základě zkušeností Izraelských obranných sil získaných za jomkipurské války, v níž izraelské tanky čelily přesile nepřátelských tanků. Vozidla Pereh byla do služby zařazena v průběhu 80. let.
Pereh využívá pásový podvozek izraelského tanku Magach 5, který je lokální modernizovanou variantou amerického tanku M48 Patton. Na tento podvozek byla umístěna rozměrná tanková věž obsahující výklopný dvanáctinásobný odpalovací systém pro střely Tamuz (Spike-NLOS) s dosahem 25 km, výklopný zaměřovací systém a maketu tankového kanónu, čímž si vozidlo zachovávalo siluetu tanku. Výzbroj doplňjí dva kulomety FN MAG.

## Operační služba
Vozidla Pereh byla nasazena například v druhé libanonské válce v roce 2006, ve válce v Gaze, nebo v operaci Operace Ochranné ostří v roce 2014. Tehdy se na veřejnost dostaly první snímky tohoto vozidla.